# Svinalängorna
Svinalängorna är en roman av Susanna Alakoski som handlar om en finländsk invandrarfamilj i Ystad på 1960- och 1970-talen. Den utkom 2006 och fick Augustpriset samma år. 2007 översattes den till finska av Katriina Savolainen, under titeln Sikalat. Romanen har även översatts till danska, tyska och koreanska.
Långfilmen Svinalängorna hade premiär hösten 2010, i regi av Pernilla August.